# Oscilátor s Wienovým článkem

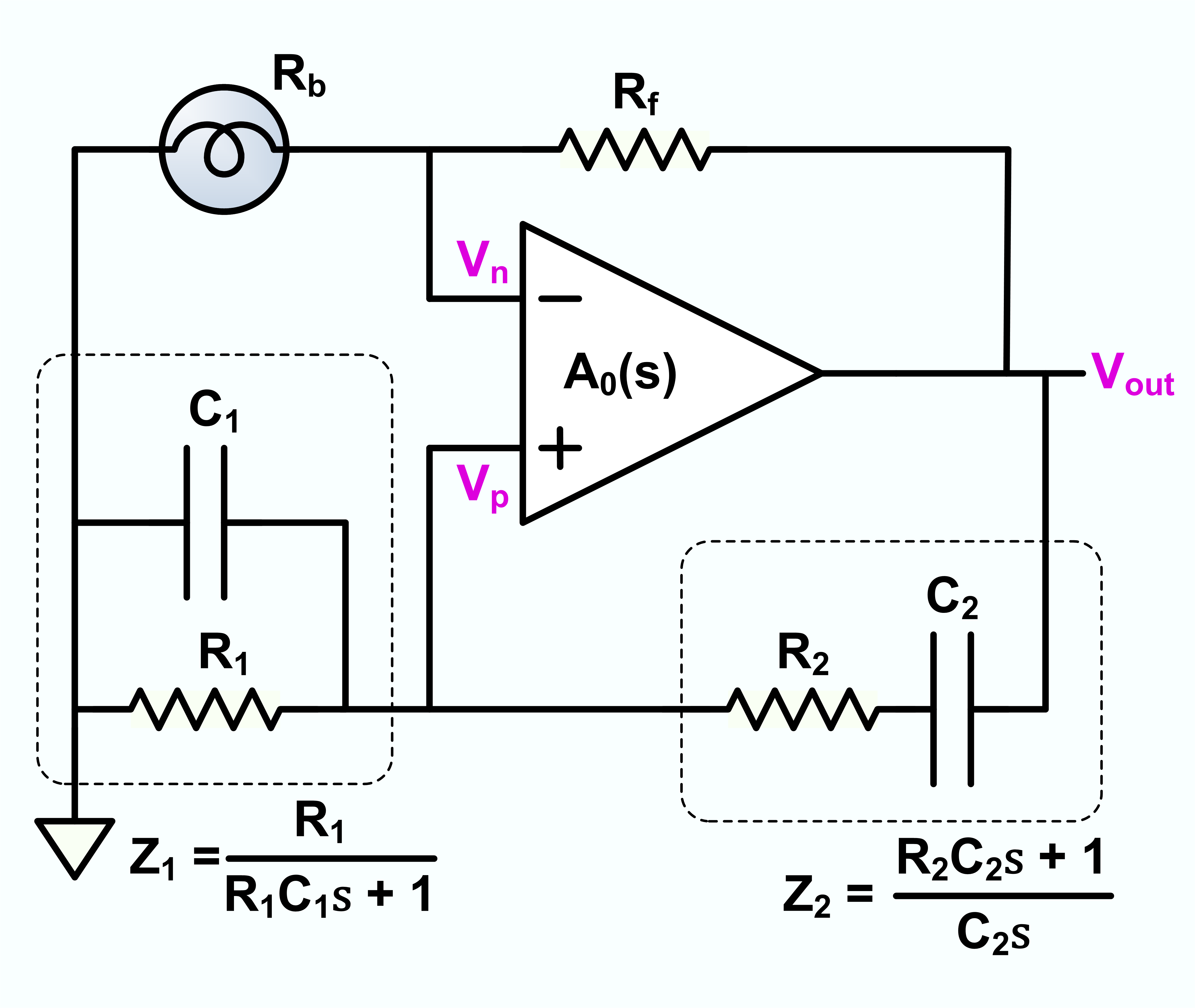
V této verzi oscilátoru je Rb malá žárovka. Obvykle R1 = R2 = R a C1 = C2 = C. Při normální funkci se Rb ohřívá do bodu, kdy je její odpor Rf/2.

Oscilátor s Wienovým článkem (anglicky Wien bridge oscillator) je typ elektronického oscilátoru, který generuje sinusové (harmonické) vlny. Může generovat široký rozsah frekvencí. Oscilátor využívá můstkové zapojení, které původně vyvinul Max Wien v roce 1891 pro měření impedance.
Můstek sestává ze čtyř rezistorů a dvou kondenzátorů. Oscilátor může být také považován za zesilovač s kladným ziskem kombinovaný s pásmovou propustí, která vytváří kladnou zpětnou vazbu. Výstupní amplituda je v různých implementacích oscilátoru omezována automatickým řízením zisku a úmyslnými i nežádoucími nelinearitami.
Obvod zobrazený vpravo ukazuje dříve obvyklé zapojení oscilátoru s automatickým řízením zisku pomocí žárovky. Pokud R1=R2=R a C1=C2=C, bude frekvence oscilací
{\displaystyle f_{hz}={\frac {1}{2\pi RC}}}
a podmínka pro stabilní oscilace bude
{\displaystyle R_{b}={\frac {R_{f}}{2}}}

## Pozadí
Ve 30. letech 20. století usilovali různí technici o zlepšení elektronických oscilátorů. Bylo rozpoznáno, že důležitá je linearita. „Rezistancí stabilizovaný oscilátor“ používal nastavitelný zpětnovazební rezistor; tento rezistor musí být nastaven tak, aby oscilace právě začaly (zisk smyčky musí být nastaven na hodnotu jen o málo větší než jedna). Oscilace vznikají, dokud žádná mřížka vakuové elektronky nezačne vést proud, čímž dojde ke zvýšení ztrát a omezení výstupní amplitudy. Bylo zkoumáno automatické řízení amplitudy. Terman uvádí: „Frekvenční stabilita a tvar vln jakéhokoli obvyklého oscilátoru lze vylepšil pomocí automatického řízení amplitudy, které udržuje amplitudu oscilací konstantní za každých podmínek.“
V roce 1937 popsal Meacham použití žárovky pro automatické řízení zisku v můstkovém oscilátoru. Ve stejném roce popsal Scott zvukové oscilátory využívající různá můstková zapojení, včetně Wienova můstku.
Práce Harolda Blacka o záporné zpětné vazbě zaujala Fredericka Termana ze Stanfordovy univerzity, který vedl doktorandský seminář o záporné zpětné vazbě. Tento seminář navštěvoval i William Hewlett. Během semináře, v únoru 1938, vyšel Scottův článek o oscilátorech. Fred Terman vzpomínal na seminář:
Fred Terman vysvětluje: „Pro splnění požadavků na inženýrský titul na Stanfordu musel Bill napsat diplomovou práci. V té době jsem se rozhodl věnovat celou čtvrtinu svého doktorandského semináře záporné zpětné vazbě. O tuto, v té době novou techniku, jsem se zajímal, protože se zdálo, že má velký potenciál pro mnoho užitečných věcí. Chtěl jsem ukázat některé aplikace záporné zpětné vazby, které jsem vymyslel, studenti měli přečíst poslední články a navzájem se informovat o současném vývoji. Sotva seminář začal, když vyšel článek, který mi připadal zajímavý. Byl od zaměstnance firmy General Radio a zabýval se zvukovým oscilátorem s pevnou frekvencí, jehož frekvence byla řízena odporově kondenzátorovou sítí a měnila se pomocí tlačítek. Oscilace vznikaly důmyslnou aplikací záporné zpětné vazby.“

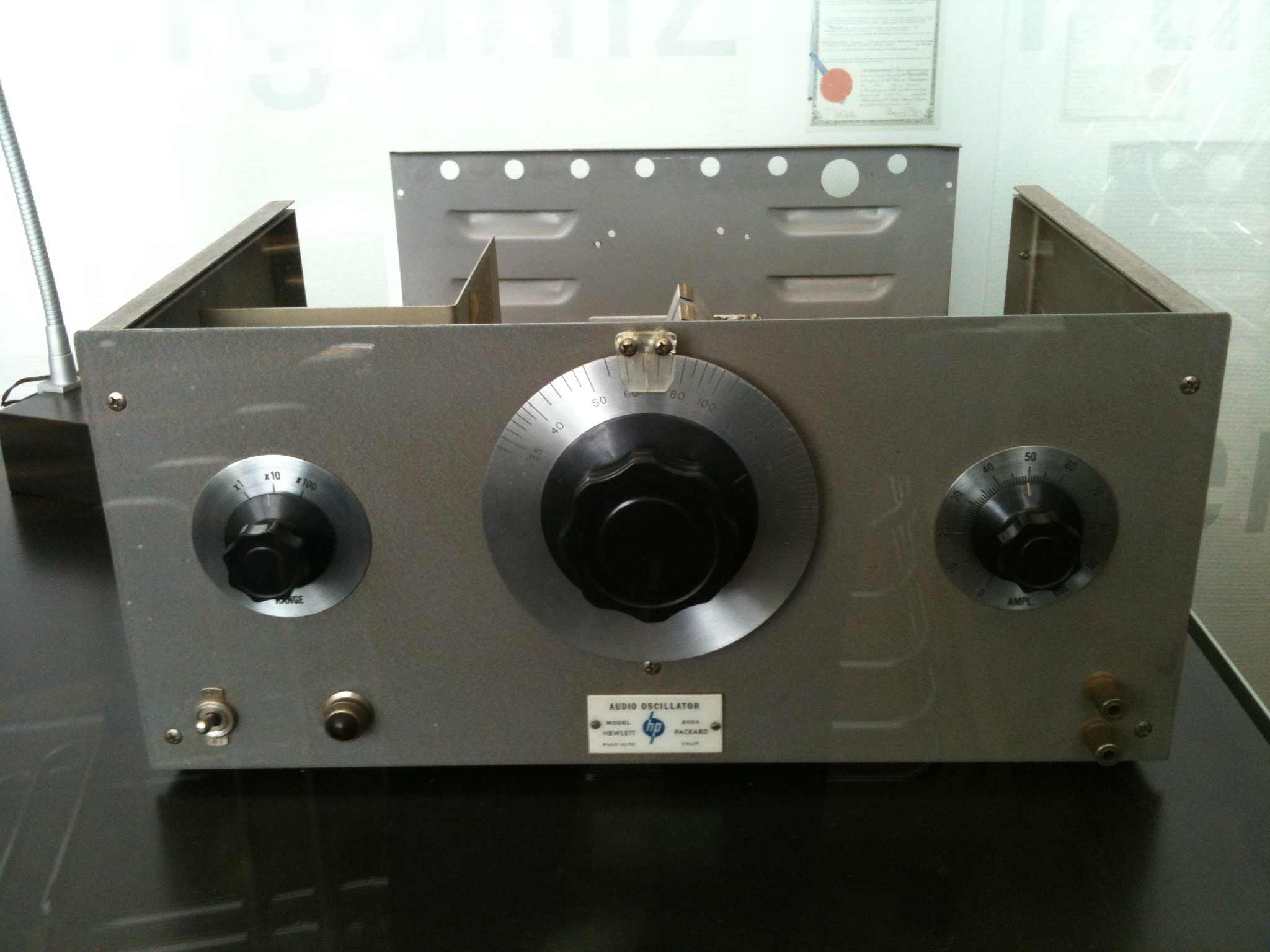
Čelní panel oscilátoru HP200A

V červnu 1938 Terman, Buss, Hewlett a Cahill přednášeli o záporné zpětné vazbě na IRE Convention v New Yorku a v srpnu 1938 na IRE Pacifik Coast Convention v Portlandu, OR; prezentace vyšla jako IRE článek. Jedním z témat bylo řízení amplitudy oscilátoru s Wienovým článkem. Oscilátor byl předveden v Portlandu. Následně Hewlett spolu s Davidem Packardem spoluzaložili firmu Hewlett-Packard, jejímž prvním výrobkem byl přesný oscilátor HP200A s Wienovým článkem. První prodej se uskutečnil v lednu 1939.
V Hewlettově inženýrské práci z června 1939 se pro řízení amplitudy oscilátoru s Wienovým článkem používá žárovka. Hewlettův oscilátor vytvářel sinusový signál se stabilní amplitudou a nízkým zkreslením.

### Oscilátory bez automatického řízení zisku

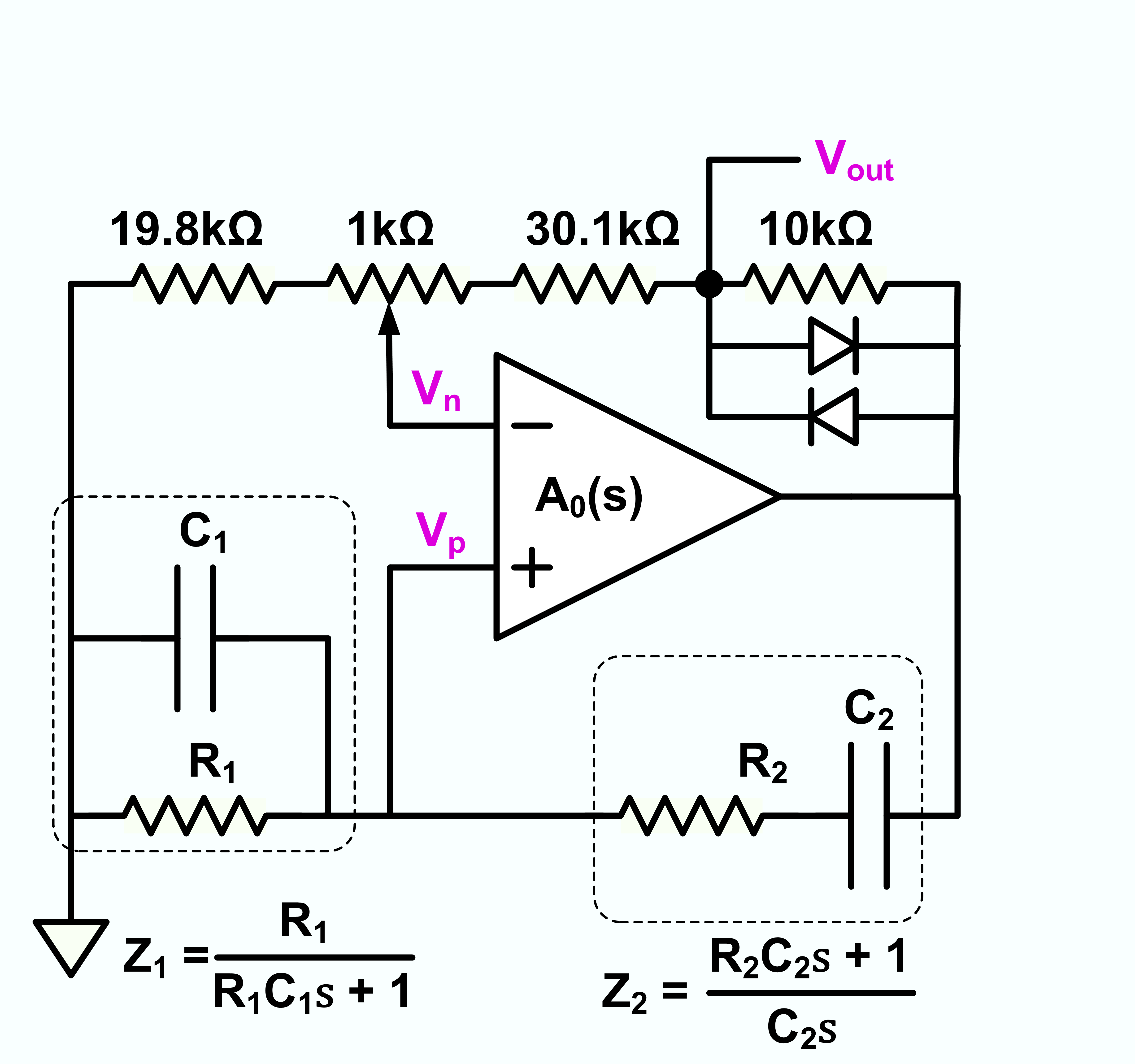
Schéma oscilátoru s Wienovým článkem, který používá diody pro řízení amplitudy. Tento obvod má typicky celkové harmonické zkreslení v rozsahu 1–5 % v závislosti na tom, jak pečlivě je vyladěný.

Obvod obvyklých oscilátorů je navržen tak, aby sám začal kmitat („nasazení oscilací“), a aby bylo možné ovládat jeho amplitudu.
Oscilátor, jehož schéma je vpravo, používá pro omezení amplitudy na výstupu zesilovače diody. Jeho celkové harmonické zkreslení by mělo být v rozsahu 1–5 %, v závislosti na tom, jak pečlivě je vyladěný.
Aby lineární obvod kmital, musí splňovat Barkhausenovy podmínky: zisk jeho smyčky musí být jedna a fázový posuv smyčky musí být celočíselným násobkem 360 stupňů. Teorie lineárních oscilátorů se nezabývá otázkou, jak oscilátor začne kmitat, ani jak je určena amplituda. Lineární oscilátor může produkovat signál s jakoukoli amplitudou.
V praxi je počáteční zisk smyčky větší než jedna. Některá složka náhodného šumu, který je přítomný ve všech obvodech, je blízko požadované frekvence. Díky tomu, že zisk smyčky je větší než jedna, při každém průchodu smyčkou se amplituda signálu exponenciálně zvyšuje. Je-li tedy zisk smyčky větší než jedna, objeví se oscilace.
Ideálně stačí, aby zisk smyčky byl pouze nepatrně větší než jedna, v praxi je však často výrazně větší. Větší zisk smyčky zajistí rychlé nasazení oscilací. Velký zisk smyčky také kompenzuje závislost zisku na teplotě a požadované frekvenci přeladitelného oscilátoru. Aby oscilátor nasadil, musí být zisk smyčky za každých podmínek větší než jedna.
Zisk smyčky větší než jedna má však nevýhodu. Amplituda oscilátoru by se teoreticky zvětšovala bez omezení. V praxi je zvětšování amplitudy omezené například výkonem napájecího zdroje nebo omezením výstupního proudu zesilovače. Tato omezení snižují efektivní zisk zesilovače. Při stabilní funkci bude průměrný zisk smyčky roven jedné.
Omezení sice stabilizují výstupní napětí, mají však dva významné efekty: vnášejí harmonická zkreslení a ovlivňují frekvenční stabilitu oscilátoru.
Velikost zkreslení má souvislost s větším ziskem smyčky při náběhu oscilací. Pokud má smyčka větší zisk při malých amplitudách, musí se zisk při dosažení vyšších okamžitých amplitud více snížit. To způsobí větší zkreslení.
Velikost zkreslení také závisí na výsledné amplitudě oscilací. I když ideálně je zisk zesilovače lineární, v praxi zcela lineární není. Nelineární přenosovou funkci lze vyjádřit Taylorovou řadou. Pro malé amplitudy mají členy vyšších řádů malý vliv. U větších amplitud způsobují (obvykle nežádoucí) nelinearity. Aby se dosáhlo nízkého zkreslení, musí být výstupní amplituda oscilátoru malým zlomkem dynamického rozsahu zesilovače.

### Meachamův můstkem stabilizovaný oscilátor

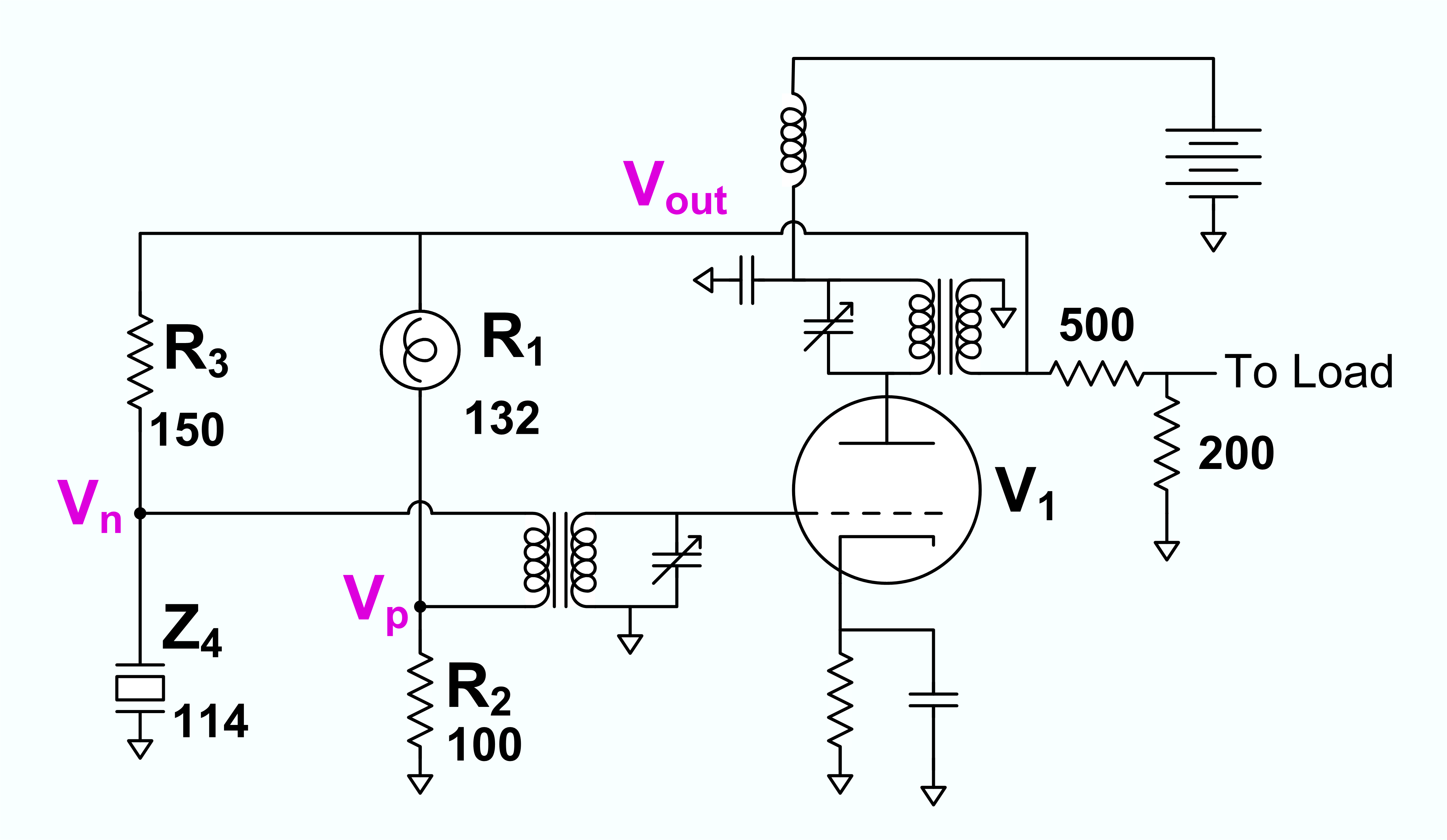
Zjednodušené schéma Meachamova můstkového oscilátoru publikované v Bell System Technical Journal v říjnu 1938. Neoznačené kondenzátory musí mít dostatečnou kapacitu, aby pro frekvenci signálu fungovaly jako zkrat. Neoznačené rezistory a indukčnosti jsou zvoleny tak, aby vytvářely vhodné klidové hodnoty pro vakuovou elektronku. Původní publikace neobsahuje popisky součástek.

Meacham objevil obvod můstkového oscilátoru zobrazený vpravo v roce 1938. Uvedl, že obvod má velmi vysokou frekvenční stabilitu a velmi čistý sinusový výstup. Místo použití přetížení elektronky pro řízení amplitudy navrhl Meacham obvod, který udržuje zisk smyčky na hodnotě jedna, a zesilovač pracuje ve své lineární oblasti. Meachamův obvod obsahoval krystalový oscilátor a žárovku ve Wheatstoneově můstku.
V Meachamově obvodu jsou prvky určující frekvenci v záporné zpětné větvi můstku, a prvky řídící zisk jsou v kladné zpětné větvi. Krystal Z4 pracuje v sériové rezonanci a v rezonanci minimalizuje zápornou zpětnou vazbu. Použitý krystal vykazoval v rezonanci reálný odpor 114 ohmů. Při frekvenci nižší než rezonanční má krystal kapacitní charakter a zisk větve záporné zpětné vazby má záporný fázový posuv. Při frekvenci vyšší než je rezonance, má krystal induktivní charakter a zisk větve záporné zpětné vazby má kladný fázový posuv. Na rezonanční frekvenci je fázový posuv nulový. Když se žárovka ohřívá, snižuje kladnou zpětnou vazbu. Q krystalu v Meachamově obvodu je 104,000. Na jakékoli frekvenci, která se liší od rezonanční frekvence o více než malý násobek šířky pásma krystalu, převýší záporná zpětnovazební větev zisk smyčky, takže kromě úzkého pásma okolo frekvence krystalu nemůže docházet k samoudržujícím oscilacím.
V roce 1944 upravil J. K. Clapp Meachamův obvod, aby místo transformátoru používal jako fázový invertor pro napájení můstku vakuovou elektronku. Upravený Meachamův oscilátor používá Clappův fázový invertor, v němž je místo wolframové žárovky diodový omezovač.

### Hewlettův oscilátor

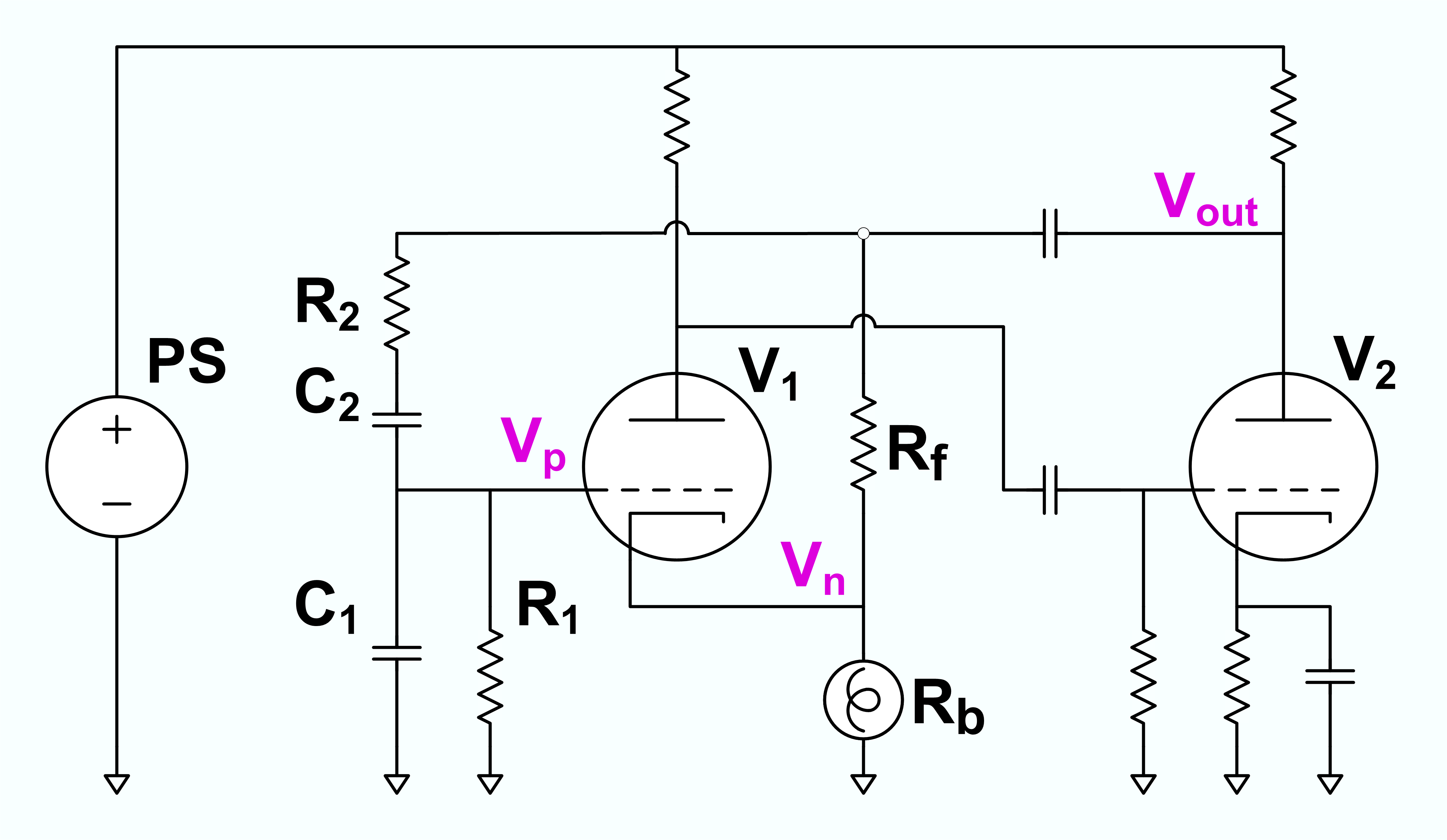
Zjednodušené schéma oscilátoru s Wienovým článkem z Hewlettova US patentu 2,268,872. Neoznačené kondenzátory mají dostatečnou kapacitu, aby při frekvenci signálu fungovaly jako zkrat. Neoznačené rezistory jsou zvoleny tak, aby vhodně nastavovaly klidový a zátěžový proud vakuové elektronky. Popisky v toto obrázku se liší od popisků použitých v patentu. Vakuové elektronky použité v Hewlettově patentu byly pentody místo triod, které jsou použité zde.

Oscilátor Williama R. Hewletta s Wienovým článkem lze považovat za kombinaci diferenciálního zesilovače a Wienova můstku zapojeného ve smyčce kladné zpětné vazby mezi výstupem zesilovače a diferenciálními vstupy. Při oscilační frekvenci je můstek téměř vyvážený a má velmi malý přenosový poměr. Zisk smyčky je součin velmi vysokého zisku zesilovače a velmi nízkého přenosového poměru můstku. V Hewlettově obvodu je zesilovač implementován dvěma vakuovými elektronkami. Invertujícím vstupem zesilovače je katoda elektronky V1 a neinvertujícím vstupem je řídicí mřížka elektronky V2. Pro zjednodušení analýzy lze všechny součástky kromě R1, R2, C1 a C2 lze považovat za neinvertující zesilovač se ziskem 1+Rf/Rb a s vysokou vstupní impedancí. R1, R2, C1 a C2 vytváří pásmovou propust zapojenou tak, aby poskytovala kladnou zpětnou vazbu při frekvenci oscilací. Žárovka Rb se zahřívá a zvyšuje zápornou zpětnou vazbu, která omezuje zisk zesilovače, až do dosažení bodu, kdy je zisk právě dostatečný na udržení sinusových oscilací bez přebuzení zesilovače. Pokud R1 = R2 a C1 = C2, pak v rovnováze Rf/Rb = 2 a zisk zesilovače je 3. Při připojení obvodu k napájení je žárovka chladná a zisk obvodu je větší než 3, což zajišťuje nasazení oscilací. Stejnosměrný klidový proud vakuové elektronky V1 teče i přes žárovku. To nemění principy fungování obvodu, ale v rovnováze omezuje amplitudu výstupu, protože klidový proud žárovku částečně ohřívá.
Hewlettova práce má následující závěr:
Právě popsaný odporově-kapacitní oscilátor je velmi vhodný pro laboratorní použití. Jeho použití je stejně snadné jako použití záznějových oscilátorů, ale nemá některé jejich nevýhody. Zaprvé frekvenční stabilita při nízkých frekvencích je mnohem lepší než u záznějového typu. Nevyžaduje kritické umisťování součástek pro zajištění malých teplotních změn, ani pečlivě navržené obvody detektoru, aby se zabránilo vzájemnému ovlivňování oscilátorů. Díky tomu může být celková hmotnost oscilátoru malá. Oscilátor tohoto typu včetně 1 wattového zesilovače a napájecího zdroje váží pouze 18 liber oproti záznějovému oscilátoru firmy General Radio s hmotností 93 liber při srovnatelném výkonu. Zkreslení a stabilita výstupu je lepší než u nejlepších dosud dostupných záznějových oscilátorů. Jako poslední bod, oscilátor tohoto typu lze rozvrhnout a zkonstruovat stejným způsobem jako komerční rozhlasový přijímač, ale s menším počtem nastavovacích prvků. Kombinuje tedy kvalitu s nízkou cenou, čímž je předurčen stát se ideálním laboratorním oscilátorem.

## Wienův můstek
Můstkové zapojení bylo obvyklou metodou určování parametrů součástek jejich srovnáváním se součástkami se známými hodnotami. Neznámá součástka se obvykle zapojovala do jedné větve můstku, a můstek byl pak vyvážen nastavením druhé větve nebo změnou frekvence zdroje napětí (viz např. Wheatstoneův můstek).
Wienův můstek je jedním z mnoha používaných můstků používaných pro přesné měření kapacity (resp. kapacitance) pomocí rezistance a frekvence. Používal se také pro měření akustické frekvence.
Wienův můstek nevyžaduje stejné hodnoty R nebo C. Fáze signálu v bodě Vp vzhledem k signálu v bodě Vout se mění z předstihu téměř 90° při nízkých frekvencích na téměř 90° zpoždění při vysokých frekvencích. Při určité mezilehlé frekvenci bude fázový posuv nulový. Při této frekvenci bude poměr Z1 k Z2 čistě reálný (imaginární složka bude nula). Pokud bude poměr Rb a Rf nastaven na stejnou hodnotu, pak bude můstek vyvážený a obvod může udržovat oscilace. Obvod bude kmitat i když Rb / Rf má malý fázový posuv a i když invertující a neinvertující vstupy zesilovače mají různé fázové posuvy. Vždy bude existovat frekvence, při níž budou celkové fázové posuvy obou větví můstku stejné. Pokud Rb / Rf nemá žádný fázový posuv a fázové posuvy vstupů zesilovače jsou nulové, pak je můstek vyvážený, pokud
{\displaystyle \omega ^{2}={1 \over R_{1}R_{2}C_{1}C_{2}}} a {\displaystyle {R_{f} \over R_{b}}={C_{1} \over C_{2}}+{R_{2} \over R_{1}}}
kde ω je úhlová frekvence.
Pokud zvolíme R1 = R2 a C1 = C2, pak Rf = 2 Rb.
V praxi nebudou hodnoty R a C nikdy přesně stejné, ale výše uvedená rovnice ukazuje, že pro pevné hodnoty impedancí Z1 a Z2 bude pro určité ω a určitý poměr Rb/Rf můstek v rovnováze.

## Analýza

### Analýza ze zisku smyčky
Pokud R1=R2=R a C1=C2=C, pak podle Schillinga je zisk smyčky oscilátoru s Wienovým článkem
{\displaystyle T=\left({\frac {RCs}{R^{2}C^{2}s^{2}+3RCs+1}}-{\frac {R_{b}}{R_{b}+R_{f}}}\right)A_{0}\,}
kde {\displaystyle A_{0}\,} je frekvenčně závislý zisk operačního zesilovače (jména součástek v Schillingově vztahu byla nahrazena jmény součástek z prvního obrázku).
Schilling dále říká, že podmínka pro oscilace je T=1, což je splněno pokud
{\displaystyle \omega ={\frac {1}{RC}}\rightarrow f={\frac {1}{2\pi RC}}\,}
a
{\displaystyle {\frac {R_{f}}{R_{b}}}={\frac {2A_{0}+3}{A_{0}-3}}\,} s {\displaystyle \lim _{A_{0}\rightarrow \infty }{\frac {R_{f}}{R_{b}}}=2\,}
Další analýza, se zřetelem na frekvenční stabilitu a selektivitu je v Šablona:Harvard citation text a Šablona:Harvard citation text.

### Síť určující frekvenci
{\displaystyle H(s)={\frac {R_{1}/(1+sC_{1}R_{1})}{R_{1}/(1+sC_{1}R_{1})+R_{2}+1/(sC_{2})}}}
{\displaystyle H(s)={\frac {sC_{2}R_{1}}{(1+sC_{1}R_{1})(sC_{2}R_{1}/(1+sC_{1}R_{1})+sC_{2}R_{2}+1)}}}
{\displaystyle H(s)={\frac {sC_{2}R_{1}}{sC_{2}R_{1}+(1+sC_{1}R_{1})(sC_{2}R_{2}+1)}}}
{\displaystyle H(s)={\frac {sC_{2}R_{1}}{C_{1}C_{2}R_{1}R_{2}s^{2}+(C_{2}R_{1}+C_{2}R_{2}+C_{1}R_{1})s+1}}}
Nechť R=R1=R2 a C=C1=C2
{\displaystyle H(s)={\frac {sCR}{C^{2}R^{2}s^{2}+3CRs+1}}}
Po normalizaci pro CR=1:
{\displaystyle H(s)={\frac {s}{s^{2}+3s+1}}}
Tedy síť určující frekvenci má nulu v 0 a póly v −1.5±(√5/2) tj. −2.6180 a −0.38197. Výsledné geometrické místo kořenů leží na jednotkové kružnici. Když je zisk 1, dva reálné póly se setkávají v −1 a rozdělují se na dvě čísla komplexně sdružená. Při zisku 3 póly překročí imaginární osu. Při zisku 5 se póly setkávají na reálné ose a tvoří dva reálné póly.

## Stabilizace amplitudy
Klíčem k nízkému zkreslení oscilátoru s Wienovým článkem je metoda amplitudové stabilizace, která nepoužívá ořezávání. Myšlenku použít žárovku v konfiguraci můstku pro stabilizaci amplitudy publikoval Meacham v roce 1938. Amplituda elektronických oscilátorů má tendenci se zvyšovat, dokud nedochází k ořezávání signálu nebo jinému omezení zisku. To vede k vysokému harmonickému zkreslení, které je obvykle nežádoucí.
Hewlett používal ve zpětnovazební větvi oscilátoru, která ovlivňuje výstupní amplitudu, žárovku jako detektor výkonu, dolní propust a prvek pro řízení zisku. Odpor vlákna žárovky se s rostoucí teplotou zvyšuje (viz vliv teploty na vodivost). Teplota vlákna závisí na výkonu vyzářeném vláknem a některých jiných faktorech. Pokud je perioda oscilátoru (převrácená hodnota jeho frekvence) výrazně kratší než tepelná časová konstanta vlákna žárovky, pak se teplota vlákna nebude během cyklu příliš měnit. Odpor vlákna pak bude určovat amplitudu výstupního signálu. Pokud se amplituda zvětšuje, vlákno se zahřívá a jeho odpor se zvyšuje. Obvod je navržen tak, že větší odpor vlákna omezuje zisk smyčky, což omezuje výstupní amplitudu. Výsledkem je systém záporné zpětné vazby, který stabilizuje výstupní amplitudu na konstantní hodnotu. S tímto tvarem řízení amplitudy funguje oscilátor jako téměř ideální lineární systém a produkuje výstupní signál s velmi nízkým zkreslením. Oscilátory, které používají omezení pro řízení amplitudy, mají často významné harmonické zkreslení. Při nízkých frekvencích, kdy se časová perioda oscilátoru s Wienovým článkem blíží tepelné časové konstantě žárovky, začíná být funkce nelineárnější a výstupní zkreslení výrazně roste.
Nevýhodou použití žárovky jako prvku pro řízení zisku v oscilátorech s Wienovým článkem je především její velmi vysoká citlivost na vibrace způsobená mikrofonií vlákna žárovky, která způsobuje amplitudovou modulaci výstupu oscilátoru. Dalšími nevýhodami je omezení odezvy na vysoké frekvence kvůli induktivní povaze vinutého vlákna a proudové požadavky, které překračují možnosti mnoha operačních zesilovačů. Moderní oscilátory s Wienovým článkem používají místo žárovek jiné nelineární prvky pro stabilizaci amplitudy, například diody, termistory, polem řízené tranzistory nebo fotobuňky. S moderními součástkami, které nebyly dříve dostupné, lze dosáhnout zkreslení nepřevyšující 0,0003 % (3 ppm).
Oscilátory s Wienovým článkem, které používají termistory, vykazují extrémní citlivost na okolní teplotu kvůli nízké pracovní teplotě termistoru v porovnání se žárovkou.

## Dynamika automatického řízení zisku

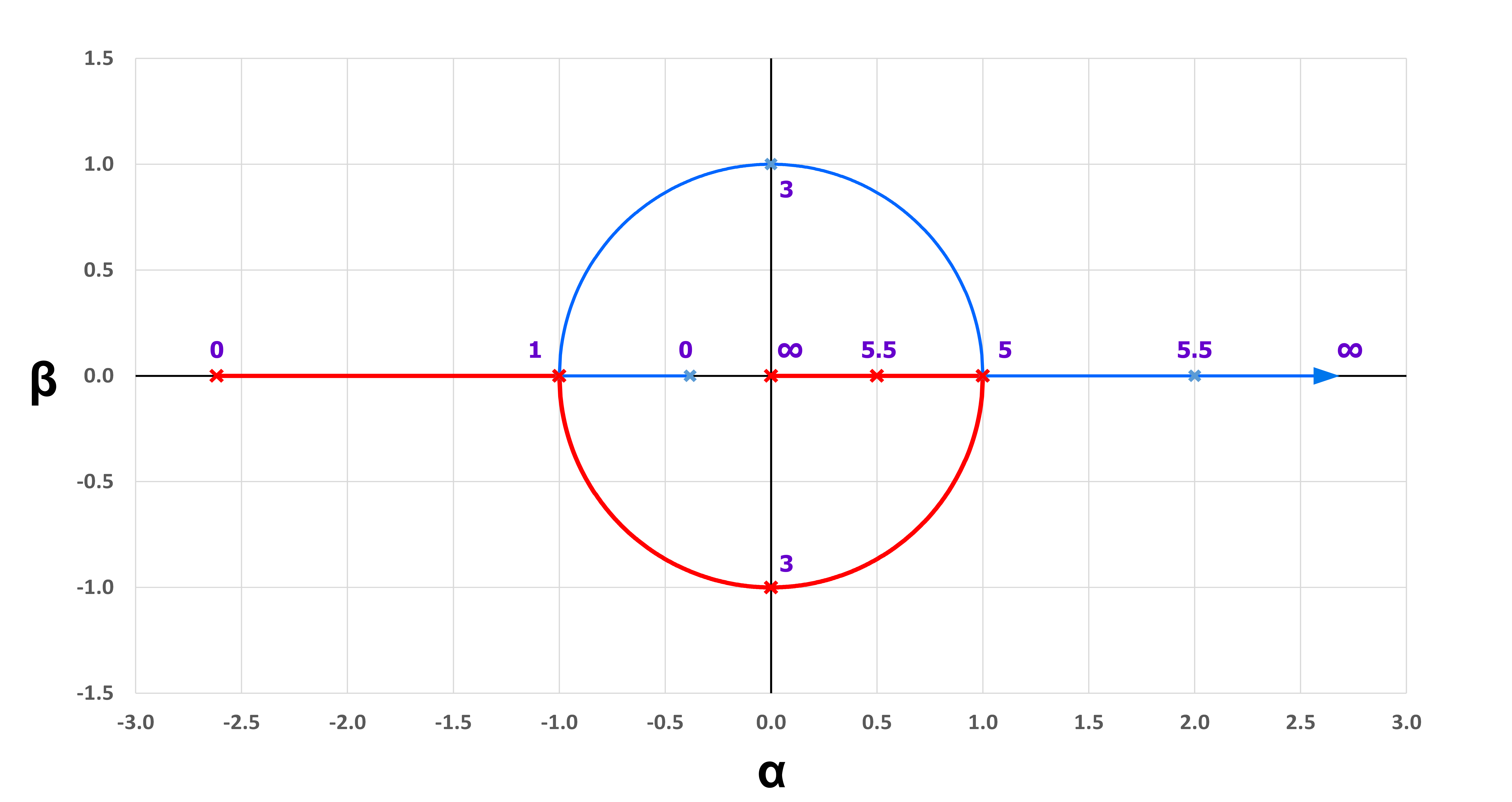
Graf zobrazující umístění pólu kořene oscilátoru s Wienovým článkem pro R_{1} = R_{2} = 1 a C_{1} = C_{2} =1 versus K = (R_{b} + R_{f})/R_{b}. Numerické hodnoty K jsou uvedeny fialově. Trajektorie pólů pro K=3 je kolmicí k imaginární ose (β). Pro K >> 5 se jeden pól blíží k počátku a druhý ke K.

Malé odchylky v hodnotě Rb způsobují, že se dominantní póly posouvají vlevo nebo vpravo od imaginární osy jω. Pokud se póly přesunou do levé poloroviny, oscilace exponenciálně poklesne nk nule. Pokud se póly přesunou do pravé poloroviny, oscilace rostou exponenciálně, dokud je nic neomezuje. Pokud je odchylka velmi malá, magnituda ekvivalentu Q je velmi vysoká, takže amplituda se mění pomalu. Pokud jsou odchylky malé a po krátké době se obracejí, obálka sleduje pokles. Obálka je přibližně integrálem odchylky. Odchylky přenosové funkce obálky způsobují pokles o 6 dB/oktávu a fázový posuv -90°.
Žárovka má tepelnou setrvačnost, takže její přenosová funkce výkon na rezistanci vykazuje charakteristiku dolní propusti s jediným pólem. Přenosová funkce obálky a přenosová funkce žárovky se efektivně skládají, takže řídicí smyčka má charakteristiku dolní propusti s jediným pólem v bodě nula s čistým fázovým posuvem téměř -180°. To způsobuje špatnou tranzientní odezvu v řídicí smyčce kvůli nízké fázové odchylce. Výstup může vykazovat superreakční jev. Bernard M. Oliver ukázal, že malé snížení zisku zesilovače zmírňuje přenosovou funkci obálky, takže většina oscilátorů vykazuje dobrou tranzientní odezvu, kromě řídkých případů, kdy se nelinearity v elektronkách vzájemně vyruší a vytvoří neobvyklý lineární zesilovač.